# Óptica sin imagen

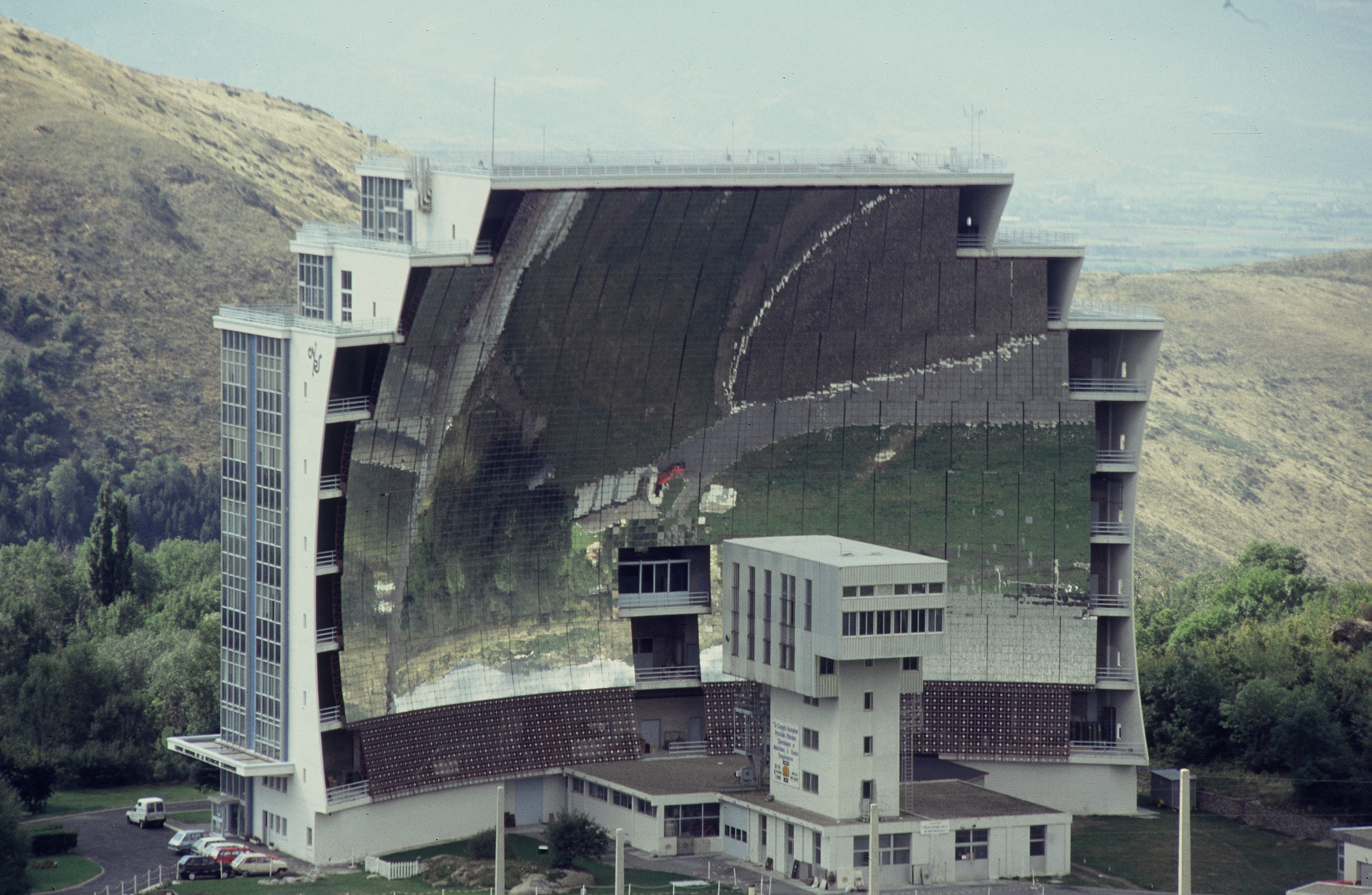
Horno solar de Odeillo, Francia.

La óptica sin imagen, o bien óptica anidólica, es una rama de la óptica que busca optimizar el alumbrado producido por una fuente sobre un objetivo sin preocuparse de formar una imagen de la fuente. Tiene como aplicaciones principales los carteles fotovoltaicos de concentración y los sistemas de alumbrado.
La óptica sin imagen fue desarrollada a mitad de la década de 1960 por tres equipos diferentes, en la Unión Soviética por V. K. Baranov, en Alemania por Martin Ploke y en los Estados Unidos por Roland Winston, este último habiendo traído al que la óptica sin imagen es hoy.

## Historia

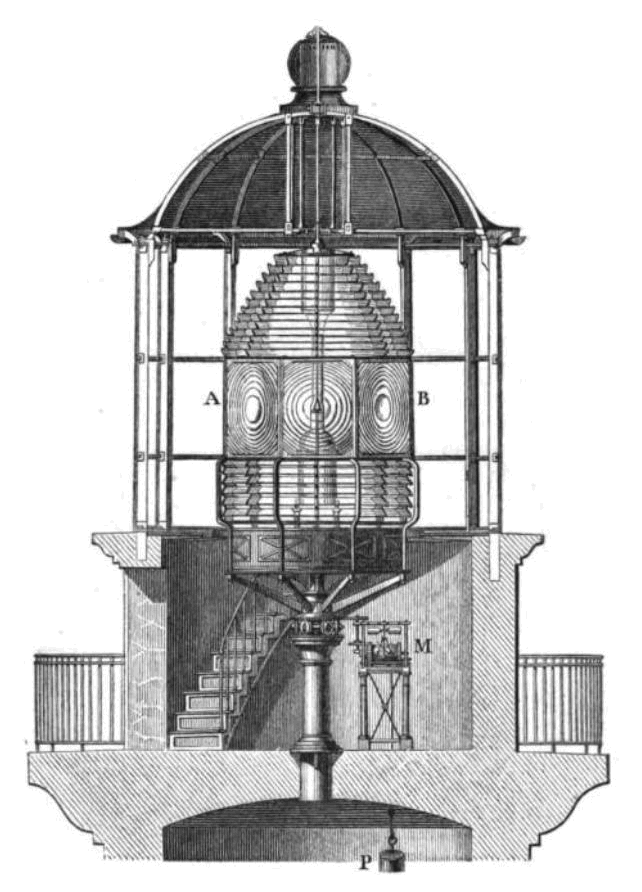
Modelo de faro del, equipado de lentes de Fresnel.

La problemática de la óptica sin imagen apareció a partir del siglo XVI para poder diseñar faros costeros más eficientes utilizando espejos esféricos. A finales del siglo XVIII, Antoine Lavoisier demostró la importancia de la utilización de espejos parabólicos para mejorar el alcance de los faros.
La solución siempre ampliamente utilizada de las lentes de Fresnel fue propuesta en 1823 por François Arago y Augustin Fresnel. Aun así, la lente de Fresnel no se recomienda en obras de referencia de la óptica sin imagen hasta partir de la década de 1970.
Se considera que el uso sistemático de la óptica sin imagen no fue efectivo hasta partir de la segunda mitad del siglo XX, mientras que antes, la mayoría de los sistemas se diseñaron empíricamente.

## Principios fundamentales

### Método de la cuerda

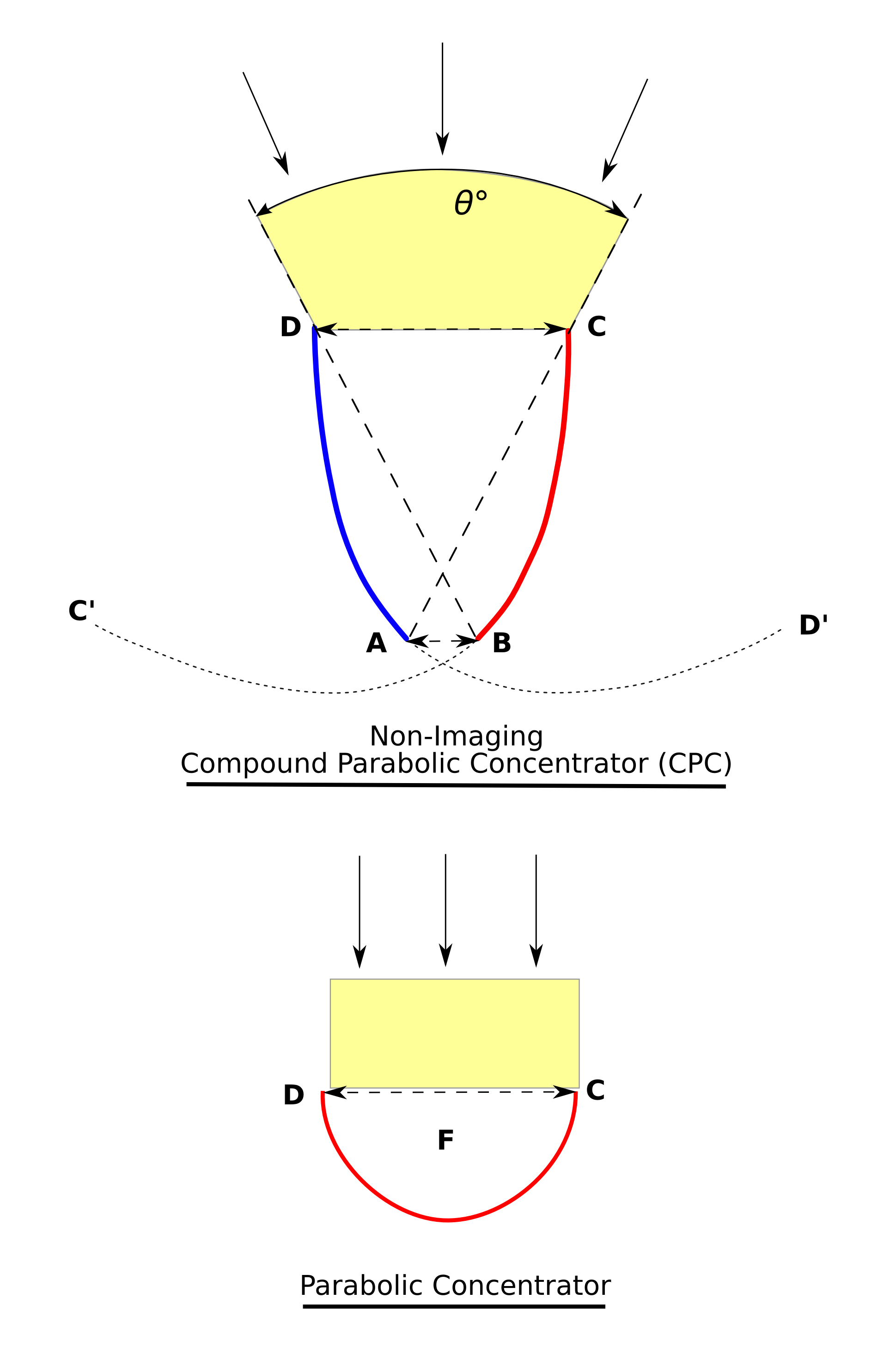
Concentrador solar trazado por el método de la cuerda.

Derivado del principio de Fermat, el método de la cuerda permite trazar el perfil de un reflector maximizando la concentración de flujo luminoso.
Donde n es el índice óptico y L la distancia algebraica recorrida por el rayo luminoso.

### Factor de concentración

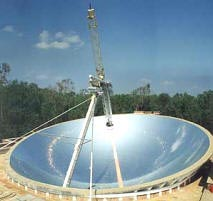
Concentrador solar.

El factor de concentración designa la relación entre el flujo luminoso saliente y el flujo luminoso entrante al sistema óptico.
La concentración máxima teórica es de 46 200.
| Factor de concentración | Construcción       |
| ----------------------- | ------------------ |
| 0-10 000                | Fácil de obtener   |
| 10 000-20 000           | Obtenible          |
| 30 000-46 200           | Difícil de obtener |

### Concentradores de luz
Se puede dividir los sistemas concentradores de luz en 2 tipos:
- Concentradores de luz con reflector fijo y receptor móvil.
- Concentradores de luz con reflectores móviles y receptor fijo.

## Herramientas informáticas
Hay herramientas informáticas que permiten diseñar los sistemas con el fin de optimizar digitalmente la iluminación recibida por un receptor de luz desde una fuente luminosa.
Los principales softwares que permiten la resolución de problemas de óptica sin imagen son:
- LightTools creado por la sociedad Synopsys.[9] Light Tools ha sido concebido para trabajar como complemento del software Código V.
- Frío Optical Engineering Software de la sociedad Photon Engineering[10]
- ZEMAX.[11]
- Advanced Systems Analysis Program.
- TracePro.[12]

## Aplicaciones

### Alumbrado
En el dominio del alumbrado con LED, la utilización de las técnicas de óptica sin imagen ha permitido la puesta a punto del LED de elevada luminosidad.

#### Faros de coche

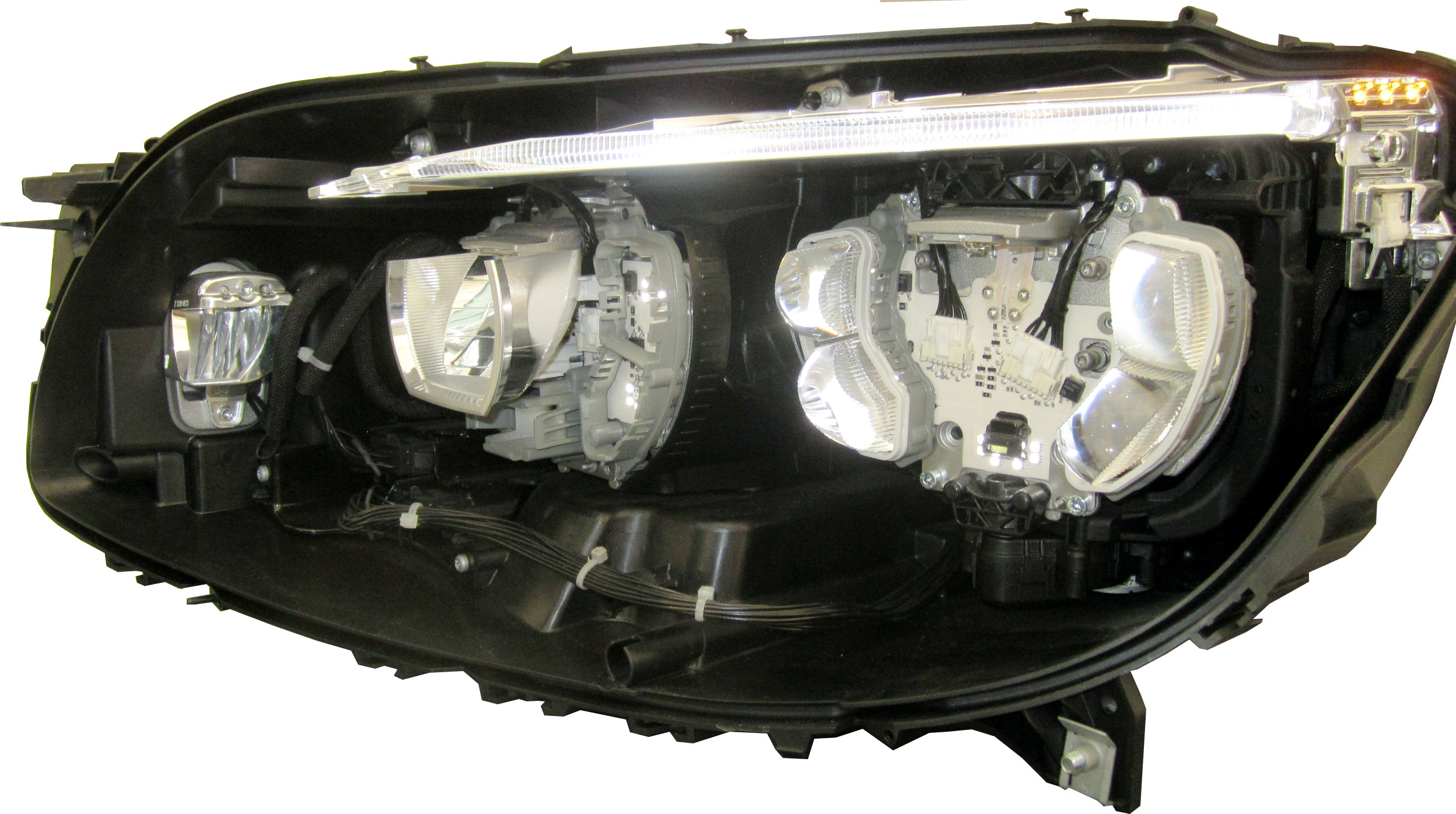
Faro a LED.

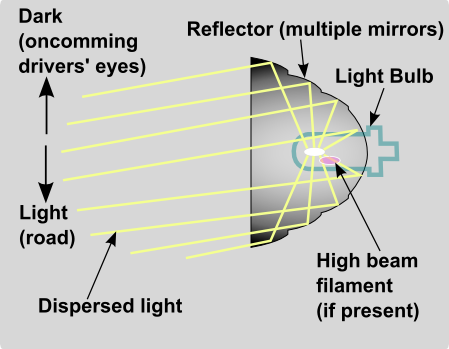
Principio de funcionamiento óptico de un faro.

Los faros de los coches son una aplicación típica de iluminación, donde se ha hecho necesaria la óptica sin imágenes, por razón de la creciente importancia del diseño.

### Energía solar
Uno de los problemas encontrados en el momento de la creación de los reflectores solares es el posicionamiento del tubo colector de energía. En efecto, la teoría designa poner el tubo en contacto con el reflector, hecho que no es deseable (puesto que engendraría pérdidas por disipación térmica). Con el fin de evitar el problema, se deja un espacio entre el reflector y el colector.

### Protección solar
En la concepción de edificios y la arquitectura de interiores, la óptica sin imagen permite la puesta en marcha de sistemas que pretenden adaptar la luminosidad y regular la temperatura en función de las estaciones. Diferentes sistemas son disponibles:
- Los dispositivos anidòlics de imposición (ej. LESO - EPFL)[12]
- Los dispositivos anidòlics por respirall[12]
- Los techos anidòlics[16]